# Marmosops paulensis
Marmosops paulensis är en pungdjursart som först beskrevs av George Henry Hamilton Tate 1931. Marmosops paulensis ingår i släktet Marmosops och familjen pungråttor. IUCN kategoriserar arten globalt som livskraftig. Inga underarter finns listade.
Pungdjuret förekommer i sydöstra Brasilien i delstaterna Minas Gerais, Rio de Janeiro, Sao Paulo och Paraná. Arten vistas där i bergstrakter i skogar.